# Dobri fantje
Dobri fantje (angleško Goodfellas) je ameriški kriminalni film iz leta 1990, ki ga je režiral Martin Scorsese, produciral Irwin Winkler in distribuiral Warner Bros. Temelji na knjigi Wiseguy Nicholasa Pileggija iz leta 1985, pisatelj je tudi sodeloval s Scorsesejem pri pisanju scenarija. Zgodba prikazuje vzpon in padec mafijskega sodelavca Henryja Hilla ter njegovih prijateljev in družine med letoma 1955 in 1980. V pripravi na vloge so Robert De Niro, Joe Pesci in Ray Liotta pogosto govorili s Pileggijem, ki jim je pokazal zbrani material ob raziskavah za knjigo. Na vajah je dal Scorsese igralcem popolno svobodo za improvizacijo, naredil zapis z vaj in najboljše dialoge vključil v popravljeni scenarij.
Film je bil premierno prikazan 9. septembra 1990 na Beneškem filmskem festivalu, v ameriških kinematografih pa deset dni za tem. Finančno je bil uspešen, saj je prinesel 46,9 milijona USD prihodkov ob 25-milijonskem proračunu. Na 63. podelitvi je bil nominiran za oskarja v šestih kategorijah, tudi za najboljši film in najboljšo režijo, edinega pa je osvojil Pesci za najboljšega stranskega igralca. Nominiran je bil tudi za sedem nagrad BAFTA, od katerih jih je osvojil pet, tudi za najboljši film ter najboljši režijo in scenarij, ter pet zlatih globusov. Film velja za enega najboljših v žanru gangsterskih filmov. Leta 2000 ga je ameriška Kongresna knjižnica izbrala za ohranitev v okviru Narodnega filmskega registra zavoljo njegove »kulturne, zgodovinske ali estetske vrednosti«. Več kasnejših filmov in televizijskih serij se je zgledovalo po njem.

## Vloge
- Robert De Niro kot James »Jimmy the Gent« Conway
- Ray Liotta kot Henry Hill
  - Christopher Serrone kot mladi Henry
- Joe Pesci kot Tommy DeVito
  - Joseph D'Onofrio kot mladi Tommy
- Lorraine Bracco kot Karen Hill
- Paul Sorvino kot Paul »Paulie« Cicero
- Frank Sivero kot Frankie Carbone
- Frank Vincent kot Billy Batts
- Tony Darrow kot Sonny Bunz
- Mike Starr kot Frenchy
- Chuck Low kot Morrie Kessler
- Frank DiLeo kot Tuddy Cicero
- Samuel L. Jackson kot Parnell »Stacks« Edwards
- Catherine Scorsese kot mati Tommyja DeVita
- Debi Mazar kot Sandy
- Michael Imperioli kot Spider
- Tony Sirico kot Tony Stacks